# Karl Mayerhofer (Sänger, 1828)

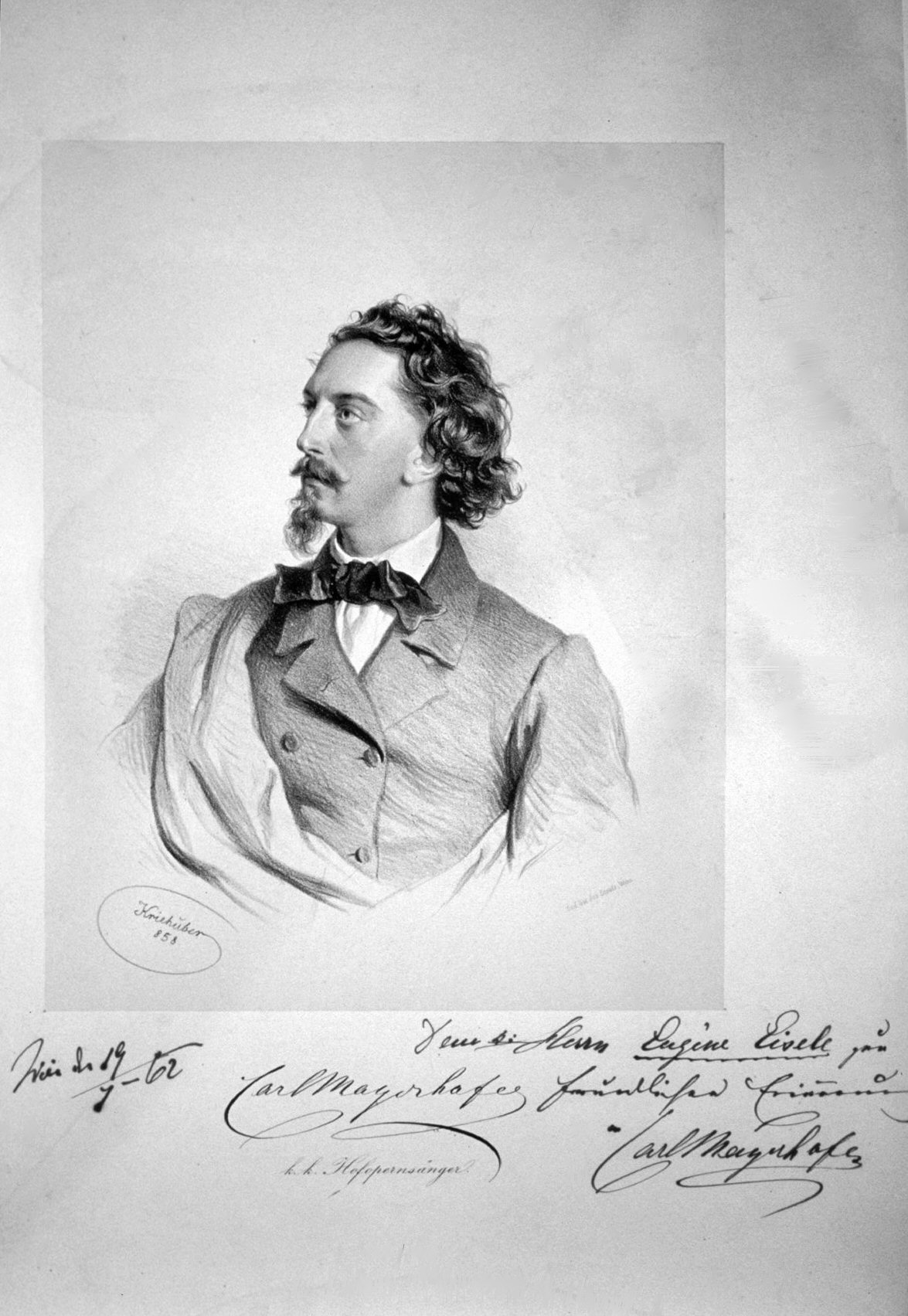
Karl Mayerhofer

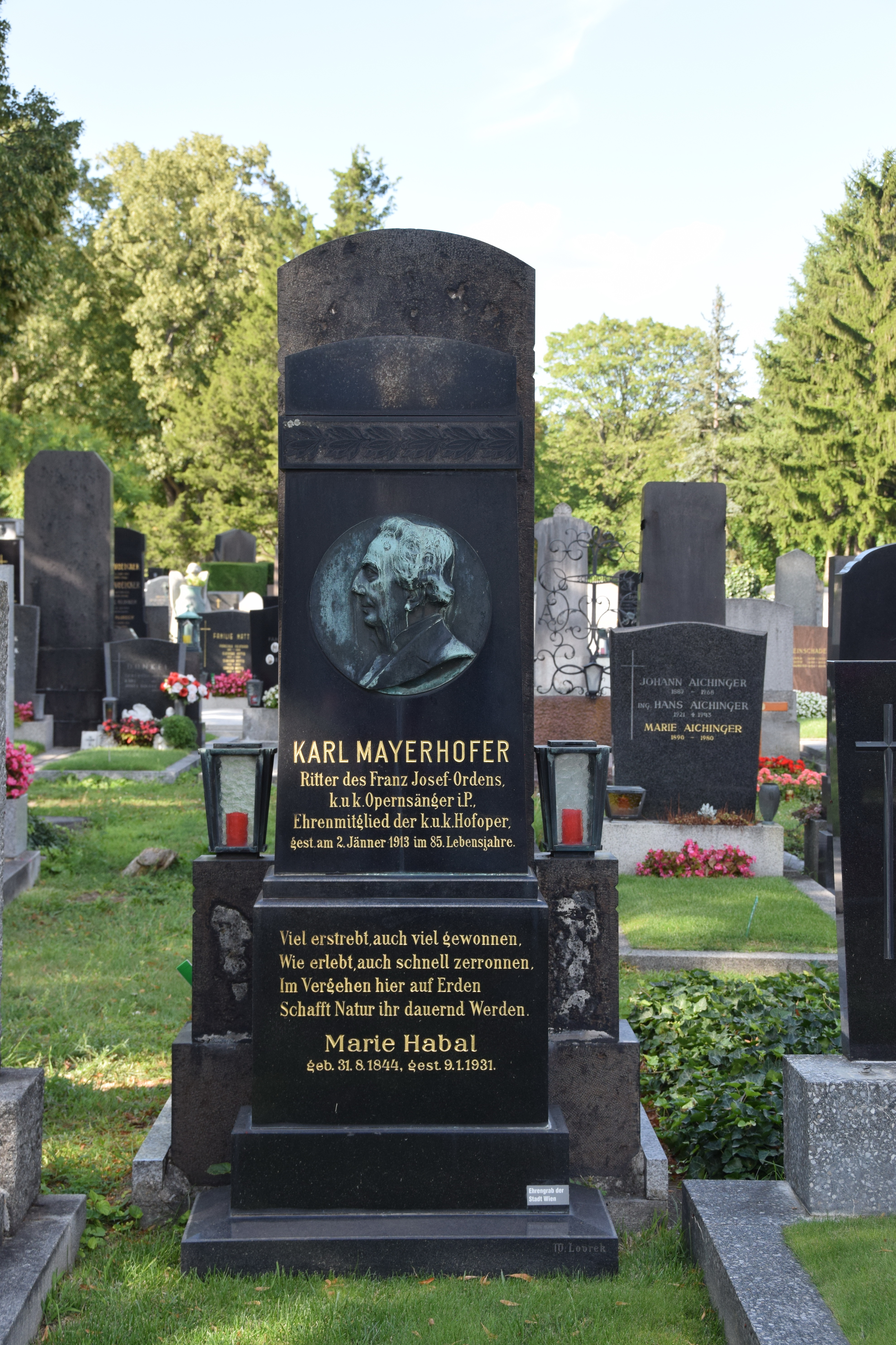
Grab von Karl Mayerhofer am Friedhof Hietzing

Karl Mayerhofer, auch Carl Mayerhofer (* 13. März 1828 in Wien; † 2. Januar 1913 ebenda) war ein österreichischer Hofopernsänger (Bass) und Schachmeister.

## Leben
Mayerhofer, ein Sohn des Burgschauspielers und Homöopathen Franz Mayerhofer (1786–1871), besuchte ab 1845 die Akademie der bildenden Künste Wien und studierte ab 1849 in London bei Manuel Patricio Rodríguez García, wo er sich im Oratoriengesang ausbilden ließ. Ab 1851 war er Sänger am von Franz Liszt geleiteten Hoftheater in Weimar. 1854 kehrte er in seine Heimatstadt zurück und wurde von der Wiener Hofoper engagiert, wo er gemeinsam mit seinem Freund und Vorbild Josef Staudigl spielte. Nach Beendigung seiner Sängerlaufbahn im Jahr 1895, in welcher er zahlreiche Hauptrollen sang, wurde er Ehrenmitglied der Hofoper.

## Schach
Mayerhofer machte sich bereits vor seinem Studienaufenthalt in London einen Namen als starker Wiener Schachspieler: unter anderem maß er sich mit Carl Hamppe. In London traf er auf Howard Staunton, William Davies Evans, Lionel Kieseritzky und weitere Größen dieser Zeit. Im Jahr 1851 nahm er am Cup-Turnier in London teil, das im Anschluss an das erste internationale Turnier anlässlich der Weltausstellung ausgerichtet wurde. Mayerhofer wurde Zweiter nach Adolf Anderssen, dem er im Finale des im K.-o.-System ausgetragenen Turniers unterlag.
Mayerhofer war Ehrenmitglied des Wiener Schachklubs und bedachte den Club mit finanzieller Förderung sowie einem umfangreichen Erbe.